# Gondokoro
Koordinaten: 4° 54′ N, 31° 40′ O
Gondokoro, auch Ismailia, ist ein Ort im Bundesstaat Central Equatoria im Südsudan.

## Lage
Der Ort liegt am Oberlauf des Nils, genauer am östlichen Ufer des Bahr al-Dschabal rund 10 km nordöstlich von Juba.

## Geschichte
Von alters her war Gondokoro im Einflussgebiet der Bari ein Hauptmarkt für Elfenbein und Sklaven, die von dort nach Khartum geschafft wurden.
Die Gegend wurde erstmals 1841 von Europäern bereist, als eine von Muhammad Ali Pascha ausgesandte Expedition Gondokoro erreichte.
Anfang 1853 wurde in Gondokoro eine österreichische Station unter dem Provikar Ignaz Knoblecher errichtet, die allerdings wegen des sehr schlechten Klimas nach dessen Tod am 13. April 1858 im darauffolgenden Jahr aufgegeben wurde.
Am 15. Februar 1863 trafen die Afrikaforscher John Hanning Speke und James Augustus Grant nach ihrer Entdeckung der Nilquellen in Gondokoro auf Samuel White Baker und dessen spätere Frau Barbara Maria Szasz, die den Oberlauf des Nils bereisten.
Um den Sklavenhandel zu beenden, rüstete Ismail Pascha, der Khedive von Ägypten, 1871 eine Expedition unter Baker aus, der die umliegende Gegend annektierte und den Ort zu Ehren des Khediven Ismailia nannte. Er befestigte den Ort und legte eine Garnison an. Gordon Pascha, der 1873 Gouverneur von Äquatoria wurde, verlegte die Station aus klimatischen Gründen 1875 nach Lado.
Während des Mahdi-Aufstands 1885 fiel Gondokoro in die Hände der Aufständischen. Nach der Zerschlagung des Mahdi-Staates 1898 fiel das Gebiet wieder in die Hände der Briten. Es wurde der nördlichste befestigte Punkt des Protektorats Uganda. Später gehörte es dann zur Provinz Äquatoria innerhalb des Anglo-Ägyptischen Sudan.
Die besondere Bedeutung Gondokoros lag darin, dass der Nil von Khartum bis Gondokoro schiffbar war, seit zwischen 1899 und 1903 eine Fahrrinne durch den Sudd geräumt wurde. Zwischen Khartum und Gondokoro verkehrte einmal im Monat ein Dampfer, der beispielsweise im Jahr 1905 für die Strecke flussaufwärts 13 Tage und flussabwärts 11 Tage benötigte und bei dem Reiseveranstalter Thomas Cook and Son gebucht werden konnte.
Gondokoro verlor nach der Gründung von Juba im Jahre 1922 und der Verlängerung der Schiffsverbindung bis dort an Bedeutung. Durch den Sezessionskrieg im Südsudan wurde die Verbindung unterbrochen.